# مطار غوش قطيف
مطار غوش قطيف كان مهبطاً صغيراً يقع في قطاع غزة يبعد حوالي ميلين من مدينة خان يونس وبالقرب من وكالة الأمم المتحدة لإغاثة وتشغيل اللاجئين الفلسطينيين. كان يقع في غرب المستوطنة الإسرائيلية السابقة غوش قطيف، كان المطار الوحيد في قطاع غزة القابل للاستخدام بعد تدمير مطار ياسر عرفات الدولي، وتم هجره عام 2004م.